# Terreur froide
Pour plus de détails, voir Fiche technique et Distribution.
Terreur froide (Wes Craven's Chiller) est un téléfilm américain réalisé par Wes Craven et diffusé en 1985.

## Synopsis
Miles Creighton demande à être cryogénisé à sa mort pour avoir une chance d'être ressuscité. Dix ans après sa mort, il est sorti de sa cellule de glace mais rien ne se produit comme prévu. Miles est devenu un tueur froid et sadique.

## Fiche technique
Sauf indication contraire, les informations mentionnées dans cette section peuvent être confirmées par la base de données cinématographiques IMDb,  présente dans la section « Liens externes ».
- Titre original complet : Wes Craven's Chiller
- Titre français : Terreur froide
- Réalisation : Wes Craven
- Scénario : J. D. Feigelson
- Direction artistique : Charles L. Hughes
- Décors : James Hassinger
- Photographie : Frank Thackery
- Montage : Duane Hartzell
- Musique : Dana Kaproff
- Production : J. D. Feigelson

Producteur délégué : Richard Kobritz
Producteur associé : Andy House
- Sociétés de production : Frozen Man Productions, J. D. Feigelson Productions et Polar Films
- Sociétés de distribution : CBS (États-Unis, TV), Elephant Films (France, DVD 2008)
- Budget : n/a
- Pays d'origine :  États-Unis
- Langue originale : anglais
- Format : couleur - 1.33:1 - son mono - 35 mm
- Genre : horreur
- Durée : 104 minutes
- Dates de sortie[1] :
  - États-Unis : 22 mai 1985 (1re diffusion TV sur CBS)
  - France : août 2008 (DVD)

## Distribution
- Michael Beck (VF : Guy Chapelier) : Miles Creighton
- Beatrice Straight : Marion Creighton
- Laura Johnson : Leigh Kenyon
- Dick O'Neill : Clarence Beeson
- Alan Fudge : Dr Stricklin
- Craig Richard Nelson : Dr Collier
- Paul Sorvino : le révérend Penny
- Jill Schoelen (VF : Céline Montsarrat) : Stacey
- Anne Seymour : Mme Bunch
- Joseph Whipp : un policier